# Вулиця Олени Кульчицької
Вулиця Олени Кульчицької — вулиця у Залізничному районі міста Львова, в місцевості Скнилівок. Сполучає вулиці Івана Виговського та Симона Петлюри. Прилучається вулиця Насінна. Межує з парком імені Івана Виговського.

## Історія
З середини XIX століття територія сучасної вулиці Кульчицької належала до передміського селища Сигнівка. На мапі 1937 року ця територія входить до південно-західної околиці міста Львова поблизу Любінської дороги (нинішня вулиця Любінська), а у 1938 році — до району Велика Сигнівка. До другої половини XX століття весь сучасний мікрорайон належав до місцевості Скнилівок, а більшу частину якого складали земельні угіддя, часто заболочені. Сама вулиця прокладена наприкінці 1960-х років та у 1969 році названа на честь української художниці-графіка, народної художниці УРСР Олени Кульчицької, що мешкала та творила у Львові.

## Забудова
На вулиці Олени Кульчицької переважає забудова — житлова дев'ятиповерхова 1980-х років та п'ятиповерхова 1960—1970-х років.
Будинки
№ 2 — чотириповерхова будівля, де розташовано два навчальних заклади — Технологічний коледж НУ «Львівська політехніка» (другий корпус) та Міжрегіональний центр професійно-технічної освіти художнього моделювання і дизайну міста Львова.
№ 10 — п'ятиповерхова будівля студентського гуртожитку Технологічного коледжу НУ «Львівська політехніка».
№ 10а — двоповерхова будівля закладу дошкільної освіти (ясла-садок) комбінованого типу № 166 «Нехворійко» Львівської міської ради. Заклад освіти створено на підставі рішення виконавчого комітету Львівської міської ради № 297 від 18 червня 1970 року «Про закріплення за Управлінням капітального будівництва міськвиконкому житлового кварталу по вул. Кульчицької, Артема». Згідно з розпорядженням Залізничної райадміністрації від 15 липня 1996 року № 535 дошкільний заклад функціонує як санаторний для дітей з малими та затухаючими формами туберкульозу. Засновником дошкільного закладу є Львівська міська рада, а уповноважений орган — управління освіти департаменту гуманітарної політики Львівської міської ради відділу освіти Залізничного району. Тут ліцензовано 120 дитиномісць — шість груп санаторного типу для дітей віком від 2 до 6 років.
№ 18 — будівля ліцею № 18 Львівської міської ради з поглибленим вивченням англійської мови.
Безпосередньо на вулиці Кульчицької є декілька МАФів їжі швидкого приготування та продажу продуктів харчування, напоїв, побутової хімії, канцтоварів.

Світлини вуличної забудови
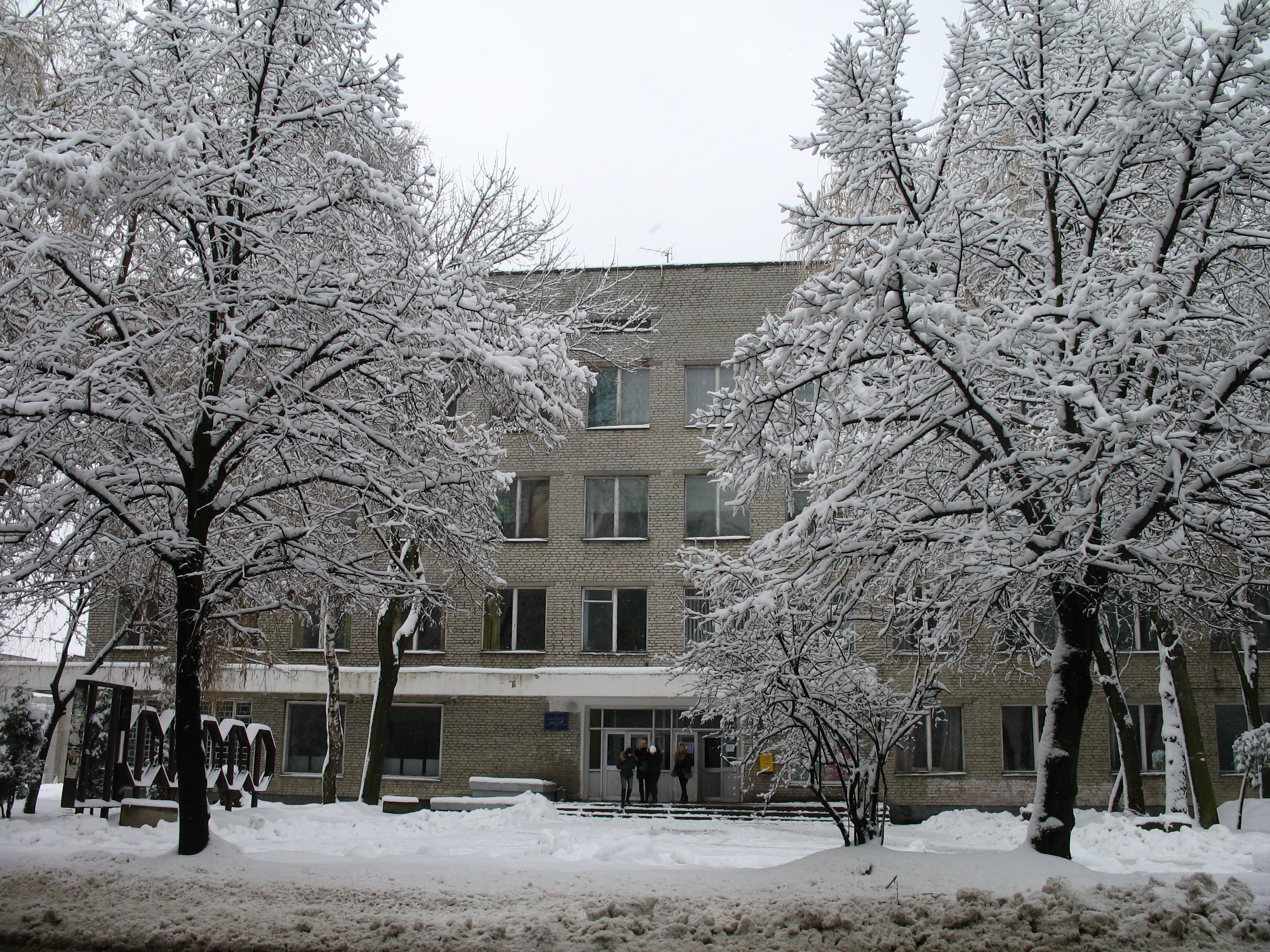
Будівля коледжу (вул. Олени Кульчицької, 2)